# 月光浴
『月光浴』（げっこうよく）は、2002年6月26日にドリーミュージックから発売された柴田淳の3rdシングル。

## 解説
- 本曲は、1stアルバム『オールトの雲』から約3ヶ月後の発売であり、当時は仙台放送の音楽キャンペーンのイメージキャラクターを務め、また首都圏・関西圏・北海道でラジオ番組を担当していたこと、更にオリコンが選定する「oricon power next」の2002年6月度アーティストに選出されていたなどメディア露出の規模が増えた効果もあり、前作よりオリコンチャートの順位が大幅に上昇した。
- 全国のFM20局以上のパワープレイを獲得し、発売当時の東京地区のラジオデイリーオンエアチャートでは桑田佳祐の「東京」と首位を争った[1]。
- 6月29日、NHK総合『ポップジャム』で地上波全国ネットの歌番組に本曲で初出演。番組内で、一般観客の投票によって今後のブレイクの可能性の指数が決まる「ブレイクレーダー」において、当時の集計時点で出演アーティスト歴代トップとなる89%を記録した。

## 収録曲
1. 月光浴
作詞・作曲：柴田淳 / 編曲：坂本昌之
2. 空の色
作詞・作曲：柴田淳 / 編曲：坂本昌之